# 二階堂行続
二階堂 行続（にかいどう ゆきつぐ、- 1459年）は、室町時代の武将。二階堂行宗の嫡男。別名に行嗣。
鎌倉公方足利満兼に仕え、陸奥国岩瀬郡を領し、1399年に須賀川城を築いた。稲村公方足利満貞、篠川公方足利満直に忠勤を誓う血判状の中にも見え、両公方を支えた。応永2年（1395年）伊達持宗の反乱を幕府に注進し、永享の乱では幕命に従い、足利持氏追討に加わった。長禄3年（1459年）、上野国佐貫荘羽附原の合戦で討死した。